# Irena Melcer
Irena Melcer (ur. 2 maja 1991 w Gdyni) – polska aktorka teatralna, filmowa i telewizyjna.

## Wykształcenie
Swoje pierwsze kroki artystyczne stawiała na deskach Teatru Muzycznego Junior przy Teatrze Muzycznym w Gdyni. Uczyła się gry na skrzypcach w szkole muzycznej pierwszego stopnia. W 2016 roku ukończyła edukację w Akademii Teatralnej w Warszawie.

## Kariera
Debiutowała w filmie Jana Jakuba Kolskiego „Serce, serduszko” (2014). Współpracowała z wieloma reżyserami, m.in.: Andrzejem Wajdą („Powidoki”, 2016), Agnieszką Glińską („#Wszystkogra”, 2016), Tomaszem Koneckim („Gorzko, gorzko”, 2020), Marcinem Ziębińskim („Banksterzy”, 2020), Jasmilą Zbanic („Quo vadis Aida”, 2020), Bartoszem Blaschke („Sonata”, 2021), Michałem Otłowskim („Lokatorka”, 2021).
Pierwsze kroki na deskach teatralnych stawiała w 2014 roku w Och Teatrze w spektaklu „Miłość blondynki” w reżyserii Krystyny Jandy. Po szkole współpracowała z Teatrem Polskim w Bydgoszczy, dwukrotnie brała udział w spektaklach w Muzeum Powstania Warszawskiego w reż. Agaty Dudy – Gracz oraz Agnieszki Glińskiej. Współpracowała z Teatrem Żydowskim w Warszawie. Występowała w spektaklu „Cwaniary” w reż. Agnieszki Glińskiej w Teatrze Polonia.
Jej pasją jest pilates.

## Nagrody
Otrzymała Grand Prix oraz Nagrodę Dziennikarzy podczas 35. Przeglądu Piosenki Aktorskiej. Otrzymała nominacje do Nagrody Machulskiego za główną rolę w krótkometrażowym filmie „Ukołysz mnie”. Film z jej udziałem – „Quo vadis Aida” w reż. Jasmili Zbanic był nominowany do Oscara.

## Filmografia
| Rok       | Tytuł                   | Rola                                    | Uwagi                 |
| --------- | ----------------------- | --------------------------------------- | --------------------- |
| 2013      | Hotel 52                | Hania                                   | odc. 84               |
| 2014      | Serce serduszko         | pomoc kuchenna                          |                       |
| 2014      | Kamienie na szaniec     | Danuta „Duśka” Bytnar, siostra Jana     |                       |
| 2015      | Nowy świat              | Ewa                                     |                       |
| 2015      | Nie rób scen            | Marta, opiekunka dzieci                 | odc. 9                |
| 2015      | Skazane                 | kobieta w toalecie                      | odc. 7                |
| 2016      | Powidoki                | Jadzia, studentka Strzemińskiego        |                       |
| 2016      | #Wszystkogra            | Basia, przyjaciółka Zosi                |                       |
| 2017      | M jak miłość            | koleżanka Julii                         | odc. 1318, 1326, 1328 |
| 2017      | Druga szansa            | dziewczyna                              | odc. 38               |
| 2018      | Drogi wolności          | Karolina, sekretarka w redakcji „Iskry” |                       |
| 2018      | Nina                    | dziewczyna w mieszkaniu                 |                       |
| 2018–2019 | Za marzenia             | Natalia                                 |                       |
| 2020      | Komisarz Alex           | Eliza Wolska                            | odc. 178              |
| 2020      | Banksterzy              | Małgorzata                              |                       |
| 2020      | Listy do M. 4           | młoda matka                             |                       |
| 2021      | Sonata                  | Justyna                                 |                       |
| 2021      | Lokatorka               | komisarz Anna Szerucka                  |                       |
| 2021      | Bóg internetów          | uczestniczka imprezy aktorskiej         |                       |
| 2021–2022 | Kontrola                | siostra Majki                           |                       |
| 2022      | Gorzko, gorzko!         | ruda                                    |                       |
| 2022      | Szczęścia chodzą parami | Marlenka, dziennikarka Radia Zet        |                       |
| 2023      | Mecenas Porada          | Klara Kowalczyk                         | odc. 21               |
| 2023      | Irena’s Vow             | Zosia                                   |                       |
| 2023      | 1670                    | Regina                                  |                       |
| 2023–2024 | Skazana                 | więźniarka Mariolka                     |                       |
| 2024      | Szadź 4                 | nauczycielka                            | odc. 6                |
| 2024      | Czarne stokrotki        | lekarka na izbie przyjęć                | odc. 5                |
| 2024      | Dalej jazda!            | Elzbieta Gugulak w młodości             |                       |
| 2025      | Porządny człowiek       | lala                                    | odc. 3                |

## Teatr
| Tytuł                       | Reżyseria            | Teatr                          | Rok premiery |
| --------------------------- | -------------------- | ------------------------------ | ------------ |
| Cwaniary                    | Agnieszka Glińska    | Teatr Polonia                  | 2021         |
| Śpiewak Jazzbandu           | Wojciech Kościelniak | Teatr Żydowski                 | 2019         |
| Skrzypek na dachu           | Jan Szurmiej         | Teatr Żydowski                 | 2019         |
| Płyń                        | Roma Gąsiorowska     | Klub „Stodoła”                 | 2017         |
| Gdzie Ty idziesz dziewcznko | Agnieszka Glińska    | Muzeum Powstania Warszawskiego | 2016         |
| Dybuk                       | Anna Smolar          | Teatr Polski w Bydgoszczy      | 2015         |
| Ciekawa pora roku           | Agata Duda-Gracz     | Muzeum Powstania Warszawskiego | 2015         |
| Duch Pikadora               | Michał Walczak       | OCH-Teatr                      | 2014         |
| Miłość Blondynki            | Krystyna Janda       | OCH-Teatr                      | 2014         |